# IF Drott
IF Drott, idrottsförening från Jakobstad, Österbotten, bildad 1921. 
Drott har idag bowling, friidrott och gymnastik på programmet.

## Fotboll
Tidigare har föreningen även bedrivit fotboll. I denna sport var föreningen representerade i FM-ligan 1936, 1945, 1945/1946, 1960. År 1957 vann föreningen Finska cupen. Fotbollssektionen blev nerlagd 1966, men elitfotboll bedrivs ändock i Jakobstad genom FF Jaro.

### Serieplaceringar i FM-ligan
| Säsong  | Placering | Matcher | Vinster | Oavgjorda | Förluster | Målskillnad | Poäng | Anmärkning                                   |
| ------- | --------- | ------- | ------- | --------- | --------- | ----------- | ----- | -------------------------------------------- |
| 1936    | 8         | 14      | 2       | 1         | 11        | 14-50       | 5     | slutade sist och degraderades                |
| 1945    | 4         | 5       | 2       | 1         | 2         | 11-14       | 5     | spelade i grupp A (en av två sexlagsgrupper) |
| 1945/46 | 8         | 14      | 0       | 1         | 13        | 16-70       | 1     | slutade sist och degraderades                |
| 1960    | 12        | 22      | 2       | 5         | 15        | 26-65       | 9     | slutade sist och degraderades                |